# Сараевская ратуша
Сараевская ратуша (босн. и хорв. Gradska vijećnica Sarajevo, серб. Градска вијећница Сарајево), известная как Виечница, расположена в городе Сараево, столице Боснии и Герцеговины. Проект здания городской ратуши в 1891 году разрабатывал чешский архитектор Карел Паржик, но критика со стороны министра финансов Австро-Венгрии барона Беньямина Каллаи заставила его прекратить работу над ним. В момент своего открытия это было самое большое и представительное здание австро-венгерского периода в Сараево.
Здание было вновь открыто 9 мая 2014 года. В настоящее время оно служит резиденцией и штаб-квартирой мэра Сараево, а также городского совета Сараево.

## История
Хорватский архитектор Александр Виттек, работавший над проектом сараевской ратуши в 1892—1893 годах, заболел и умер в 1894 году в австрийском Граце, а его работу завершил другой хорватский архитектор Чирил Ивекович. Здание было построено в стиле исторической эклектики с ярко выраженным доминированием неомавританского стиля, корни которого уходят в средневековое исламское искусство Испании и Северной Африки.
Строительные работы начались в 1892 году и были завершены в 1894 году, их стоимость составила 984 000 крон. Ратуша была официально открыта 20 апреля 1896 года и передана в ведение городским властям, которые занимали её до 1949 года, когда здание было передано Национальной и университетской библиотеке Боснии и Герцеговины.
25 августа 1992 года сербский обстрел во время осады Сараево привёл к полному разрушению библиотеки. В пожаре погибло около 700 рукописей и инкунабул, а также уникальная коллекция боснийских периодических изданий, некоторые из которых относятся к периоду возрождения боснийской культуры в середине XIX века. До этой атаки фонды библиотеки насчитывали около 1,5 миллиона томов и более 155 000 редких книг и рукописей. Некоторые горожане и библиотекари пытались спасти книги, находясь под угрозой попадания в них сербских снайперов. Как минимум один человек погиб от такого попадания.
Большинство книг спасти от огня не удалось. Реконструкцию здания планировалось провести в четыре этапа. Первый прошёл в 1996—1997 годах и финансировался за счёт пожертвования властей Австрии, второй — в 2000—2004 годах и на средства Европейской комиссии, в том числе города Барселоны. Третий этап реконструкции, который вернул ратуше её прежний величественный облик, завершился в сентябре 2012 года и обошёлся примерно в 4,6 млн конвертируемых марок (около 2,37 млн евро). Четвёртый этап начался сразу после завершения третьего и продлился около 20 месяцев, завершившись в конце 2013 года. Он обошёлся в 14 млн конвертируемых марок (около 7,23 млн евро), выделенных по программе содействия странам-кандидатам в ЕС. На этом этапе был восстановлен интерьер здания (в том числе картины, скульптуры и книги), то есть оно было возвращено к возможности функционирования. Всё, что можно было воссоздать, было воссоздано, а то, что не удалось сохранить, было сделано заново. Весь процесс реконструкции и восстановления Сараевской ратуши предположительно оценили в примерно 25 млн конвертируемых марок (около 13 млн евро).
Сараевская ратуша была заново открыта 9 мая 2014 года выступлением Сараевского филармонического оркестра и Ведрана Смайловича. После окончания реконструкции здание, ныне являющееся национальным памятником, используется для проведения различных мероприятий, в том числе для протокольных встреч представителей всех уровней власти, концертов и выставок.